# Demografía en la Antigüedad
La demografía de la Antigüedad es el estudio de la población en la Edad Antigua a través de la ciencia de la demografía.
Cronológicamente abarca desde el surgimiento de la historia (IV milenio a. C. en Sumeria y Egipto, un periodo aún prehistórico en el resto de las zonas, que están entrando en la Edad del Bronce) hasta la caída del Imperio romano de Occidente (siglo V después de Cristo). Geográficamente ha de referirse a zonas muy diversas y muy desconectadas entre sí las civilizaciones del Viejo Mundo (Antiguo Oriente Próximo, Asia Central, Lejano Oriente, Cuenca del Mediterráneo y las zonas periféricas del norte de Euroasia y del África Subsahariana), de la América Precolombina y de las islas del Pacífico.
La demografía clásica (que se restringe a la época clásica del mundo grecorromano) considera la posibilidad de analizar movimientos demográficos expresables en tasas de natalidad y de mortalidad, índice de masculinidad, etc.
Pretende reconstruir procesos como los movimientos migratorios y la revolución urbana producidas en el entorno mediterráneo (Grecia antigua y Roma antigua), hasta la crisis del siglo III y la decadencia del Imperio romano, que abre un nuevo ciclo de grandes migraciones (las invasiones bárbaras) y un proceso de ruralización y transformación de la civilización urbana clásica, basada en el modo de producción esclavista, en las posteriores civilizaciones medievales, que tendrán su propia dinámica demográfica ligada al modo de producción feudal.

## Población mundial
Véase también: Población Mundial.
Estimación de la población mundial hasta 1700:
| Autor                  | Población (miles) en el año 1 | Población (miles) 1000 | Población (miles) 1500 | Población (miles) 1700 |
| ---------------------- | ----------------------------- | ---------------------- | ---------------------- | ---------------------- |
| Clark (1967)           | 225.500                       | 280.200                | 427.800                | 640.800                |
| Durand (1974)          | 296.500                       | 310.000                | 483.500                | -                      |
| Biraben (1979)         | 252.000                       | 253.000                | 461.000                | 680.000                |
| McEvedy & Jones (1978) | 168.700                       | 264.500                | 423.600                | 610.000                |
| Maddison (1999)        | 230.820                       | 268.273                | 437.818                | 603.410                |

Cálculo de población de los países más poblados (usando límites actuales), años 1 y 1500:
| País      | Población Año 1 (millones) | País      | Población Año 1500 (millones) |
| --------- | -------------------------- | --------- | ----------------------------- |
| India     | 62                         | China     | 103                           |
| China     | 60                         | India     | 90                            |
| Bangladés | 8                          | Japón     | 15                            |
| Rusia     | 7                          | Francia   | 15                            |
| Italia    | 7                          | Alemania  | 12                            |
| Pakistán  | 7                          | Bangladés | 11                            |
| Turquía   | 6                          | Rusia     | 11                            |
| Francia   | 5                          | Indonesia | 11                            |
| España    | 5                          | Italia    | 11                            |
| Egipto    | 4                          | Pakistán  | 10                            |
| Irán      | 4                          | Nigeria   | 8                             |
| Ucrania   | 4                          | Filipinas | 8                             |
| Alemania  | 3                          | México    | 8                             |
| Japón     | 3                          | España    | 7                             |
| Indonesia | 3                          | Ucrania   | 7                             |
| Filipinas | 2                          | Turquía   | 5                             |
| México    | 6                          | RDC       | 5                             |
| RDC       | 2                          | Sudán     | 4                             |
| Sudán     | 2                          | Egipto    | 4                             |
| Argelia   | 2                          | Irán      | 4                             |

A comienzos del siglo I las zonas más densamente pobladas se concentraban en torno a los ríos Ganges, Tigris, Éufrates, Nilo, Pó y Yangtsé, es decir, en zonas como la Cuenca del Mediterráneo, China y Sur de Asia.